# Hemiberlesia cupressi
Hemiberlesia cupressi är en insektsart som först beskrevs av Cockerell 1899.  Hemiberlesia cupressi ingår i släktet Hemiberlesia och familjen pansarsköldlöss. Inga underarter finns listade i Catalogue of Life.